# Houdetot
Houdetot é uma comuna francesa na região administrativa da Normandia, no departamento de Sena Marítimo. Estende-se por uma área de 5,67 km². Em 2010 a comuna tinha 184 habitantes (densidade: 32,5 hab./km²).